# Бучалчин Ґандж
«Бучалчин Ґандж» — третій студійний альбом гурту Вертеп, випущений 2006 року.

## Зміст

### Ч.1  — Бучалчин Ґандж
1. Бабусі
2. Дівиця
3. Відьма
4. Ключ
5. Горицвіт
6. Колядою

### Ч.2 — Де ЩО
1. Жіночий блюз
2. Різдвяний фокстрот
3. Тернопіль
4. Поп-мелодія
5. Гіта (кавер на The Animals)

### Відео
1. Гіта
2. Марена (купальська)
3. Колядою

## Прес-реліз альбому
«Бучалчин Ґандж — наш діагноз останніх п’яти років. Нам неодноразово казали, що так не мона, не плутайте грішне з праведним, і ваще — «шо за вертеп такий?!». Гурт мандрівних дяків називали «мандрівним, як вертеК»! Hам писали, ніби «вертеп хатіт, чтоби всєм била харашо» і казали, «бєз ярко вираженова вакаліста пєть нєльзя!». Ми ж змінювали інструменти, прописки і майданчики, студії, одяг і мікрофонні стійки. Губили гітари, баяни і барабани. Губилися самі. Знаходились і їздили тисячі кілометрів на потягах, таксах і бусах. Писали саундтреки і посипали на телеканалах, грали на фестивалях електронної музики і в хатах незнайомих людей, співали татарською, російською і білоруською. Грали на дудуку аркан, змішували пиво і шампану, палили ватри з кукурудзи і варили гречку на горі, стрибали через купальський вогонь під табли і народжували дітей, співали на вірші друзів та робили мажорні фотосесії, рвали струни (хоч це й попсово) і курили бучалки в Криму та Карпатах (що як мінімум автентично), співали різдвяних регей і ритм-енд-блюзових січових, були правильними і неформатом, націоналістами і багатонаціональним ансамблем, андеґраундом, фольком і естрадою. Сподіваємось лишитись і розмножитись максимально кайфно і надовго! Платівка — це те, що вже накипіло і програлося на багатьох майданчиках, написане нами і вами, замішане Богом (за що йому окрема подяка) і спечене за різних умов на річці Дніпро».

### Етимологія назви
Кожна нота і кожне слово — східняцька земля, що милостиво дозволяє нам ходити по ній ногами і бути від того щасливими. «Бучалка» (діалектно-підгороднянське, Дніпропетровський район) — верхня частина рогозу, «голівка», яку «курять» дітиська в нашій місцевості. «Ґандж» — (українське) риса, вада.

## Музиканти
- Оксана Бондар — вокал
- Олексій Бондаренко — вокал, акустична гітара, обробка народного матеріалу, музика та слова
- Тимофій Хомяк — вокал, перкусія, сопілка, дримба, менеджмент та продюсування
- Федір Бугай — спів, баян, перкусія, барабани (7)
- Сергій Супрун — вокал, гітари, бас, музика, аранжування
- Микола Константінов — барабани, перкусія
- Влад Лисан — скрипка
- Олексій Сосинський — бас-гітара

### Запрошені
- Геннадій Клюєвський — бас-гітара
- Армен Кастандян — дудук (11,9), зурна, перкусія (9)
- Олексій Іванов — табли (5)
- Костя Циганков — губна гармоніка (11)
- Дмитро Степанов — труба (7,10,11)
- Павло Литвиненко — клавішні, семпли (10,11)

### Запис та оформлення
- Umar records (1-6) — запис та зведення
- Avelen records (7-11) — запис та зведення
- Максим Паленко — малюнки та оформлення